# Ulica Widok we Wrocławiu

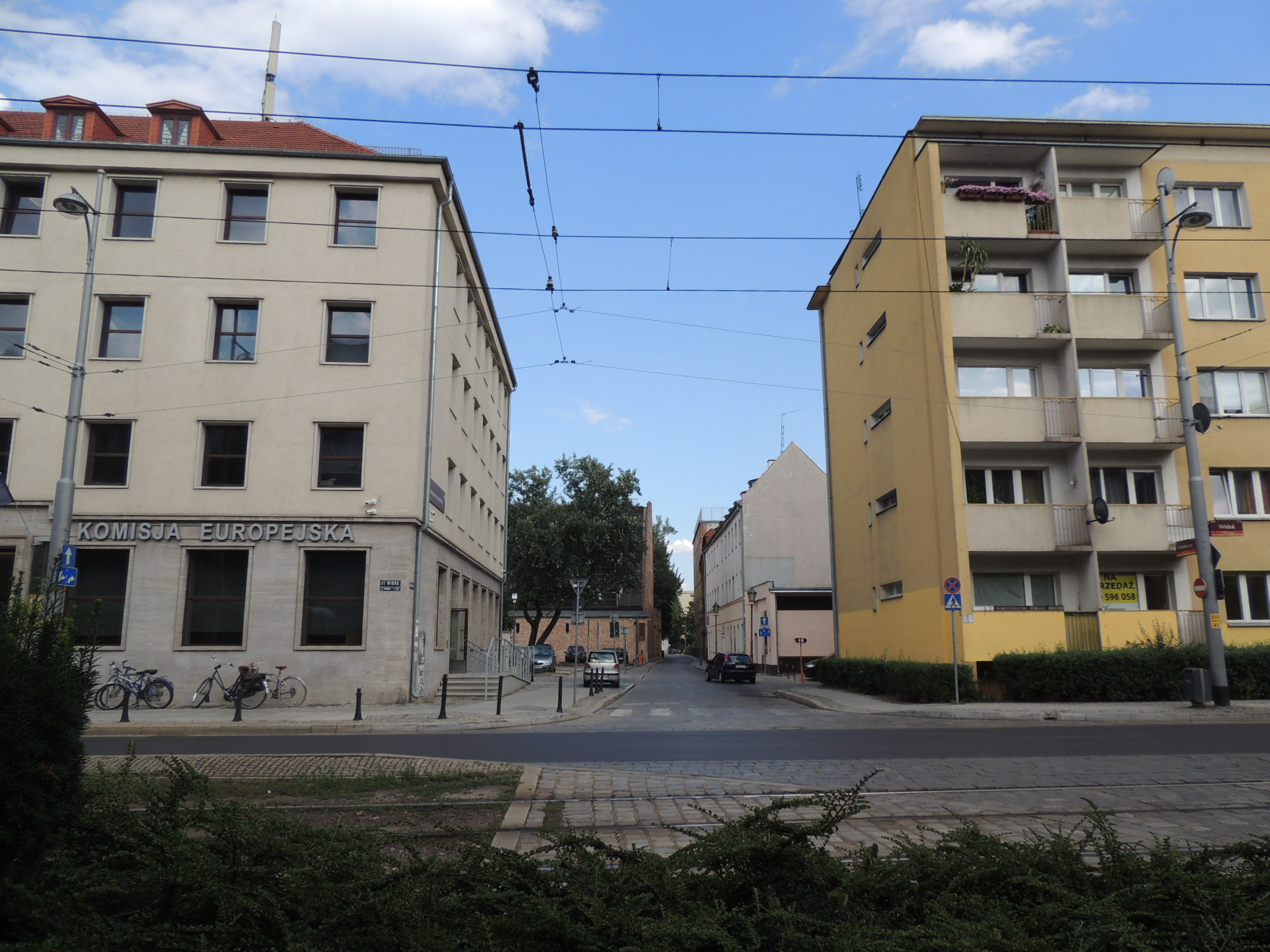
Skrzyżowanie z ul. Menniczą. Przedstawicielstwo Regionalne Komisji Europejskiej we Wrocławiu.

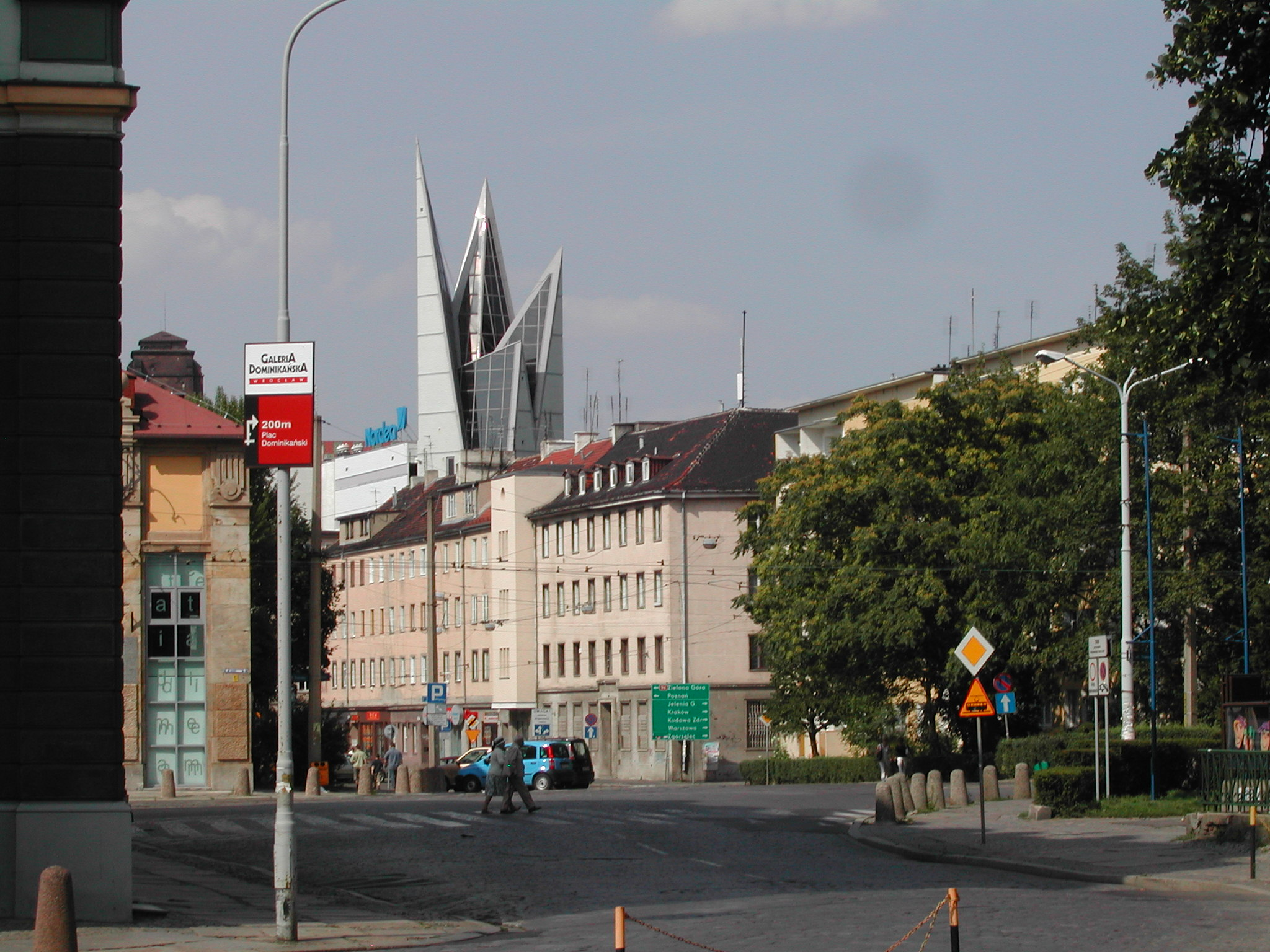
Ul. Bożego Ciała, dalej ul. Widok

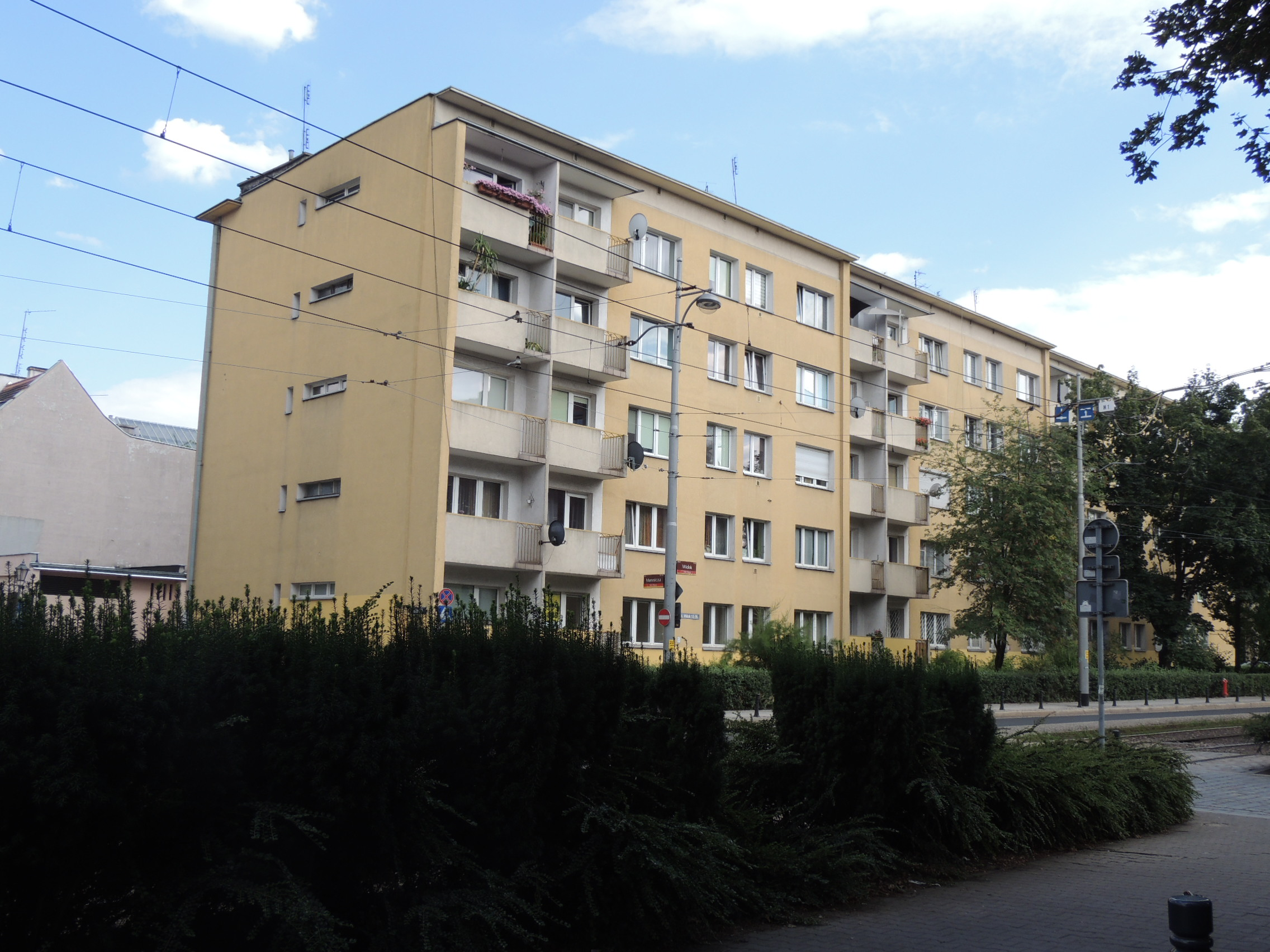
Ul. Widok 12-16

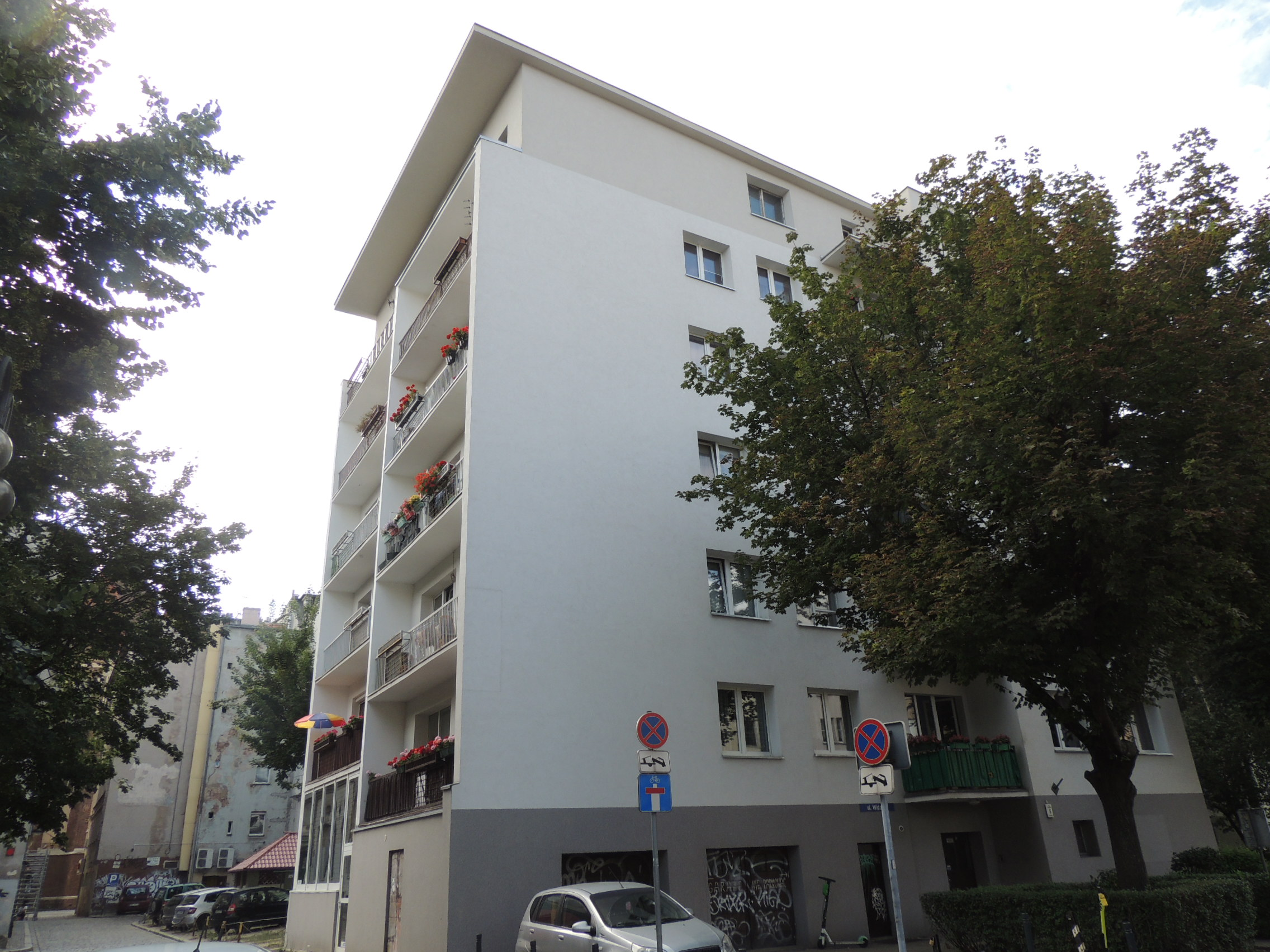
Ul. Widok 5

Ulica Widok we Wrocławiu – ulica położona we Wrocławiu na Starym Mieście. Łączy ulicę Bożego Ciała oraz plac Teatralny i ulicę Teatralną z ulicami Kazimierza Wielkiego oraz Szewską. Ma 178 m długości.

## Historia
Początkowo ulica obejmowała północny odcinek współczesnej ulicy, stanowiący łącznik pomiędzy obecnymi ulicami: Szewską oraz Menniczą i nieistniejącą dziś Słodową. Odcinek ten przebiegał przez Furtę Menniczą (znaną w 1434 r. jako Monczepforte) oraz przez Kładkę Kapeluszników (Hutmachestteig). Kładka ta była ruchoma.
W 1935 r. wytyczono drogę do ulicy Teatralnej. Przebiegała ona w miejscu dawnej karczmy i słodowni leżącej ówcześnie przy ul. Menniczej 4. Jej nazwa brzmiała: „Strzeż się” (Siech Dich für). Od początku lat 60. XX wieku droga ta stała się częścią obecnej ulicy Widok. Podczas budowy Trasy W-Z likwidacji uległy uliczki w części północnej ulicy Widok. Zlikwidowano między innymi ulicę Słodową, której południowa pierzeja została zachowana jako pierzeja szerokiej arterii jaką zbudowano w miejsce ciasnej zabudowy. Ulica ta otrzymała nazwę ulicy Kazimierza Wielkiego. W 1963 r. oddano do użytkowania wieloklatkowy, wielorodzinny budynek mieszkalny przy ulicy Widok 12, 14, 16.

## Nazwy
W swojej historii ulica nosiła następujące nazwy:
- Grosse Groschengasse (Wielka Groszowa), od 1377 r. do 9.08.1937 r.[3][9][10][11]
- Siehdichfür, zaułek[12]
- Widok, od 1945 r.[3][2][9]

Zarówno wcześniejsza nazwa ulicy Widok – Grosse Groschengasse, Wielka Groszowa – jak i ulicy Menniczej – Groschengasse, Groszowa; Kleine Groschengasse, Mała Groszowa – nawiązują do starej mennicy położonej przy dawnej ulicy Stajennej. Z kolei nazwa Siehdichfür wywodziła się albo od dawnej karczmy i słodowni, którą nazywano Siech Dich für – „Strzeż się”, albo od domu z dziedzińcem położonego pomiędzy Groschengasse (ulica Mennicza) i Zwingerstrasse (ulica Teatralna), w którym podczas epidemii dżumy w 1525 r. odseparowywano chorych i nosicieli zarazy Seuchenträger. Współczesna nazwa ulicy została nadana przez Zarząd Miejski i ogłoszona w okólniku nr 97 z 30.11.1945 r.

## Układ drogowy
Do ulicy przypisana jest droga gminna numer 106465D o długości 178 metrów klasy lokalnej. Wzdłuż całej ulicy przebiega dwutorowe torowisko tramwajowe, wytyczone poza jezdnią, które łączy się na południowym krańcu z liniami przebiegającymi ulicą Teatralną i placem Teatralnym, a na północnym krańcu z liniami biegnącymi przez ulice Kazimierza Wielkiego i Szewską. Położony przy ulicy Widok przed skrzyżowaniem z ulicą Kazimierza Wielkiego przystanek tramwajowy dla jazdy w kierunku północnym nosi nazwę „Świdnicka”.
Ulice i place powiązane z ulicą Widok:
- skrzyżowanie:
  - ul. Bożego Ciała[1][2][16]
  - pl. Teatralny[1][17], torowisko tramwajowe[15],
  - ul. Teatralna[1][18], torowisko tramwajowe[15],
- skrzyżowanie: ul. Mennicza[1][19]
- skrzyżowanie, z sygnalizacją świetlną[20]:
  - ul. Kazimierza Wielkiego[1][21], torowisko tramwajowe[15],
  - ul. Szewska[1][22], torowisko tramwajowe[15].

## Zabudowa i zagospodarowanie
Po stronie zachodniej ulicy na odcinku od placu Teatralnego do ulicy Menniczej znajduje się „Mediateka”, mieszcząca się zabytkowym budynku dawnej słodowni (ok. roku 1900 przebudowanej na palarnię kawy Otto Stieblera), oraz teren zielony. Pomiędzy ulicą Menniczą a Kazimierza Wielkiego teren zabudowany jest trzema powojennymi budynkami mieszkalnymi.
Po stronie wschodniej znajduje się zabudowa ciągła, pierzejowa. Na odcinku od ulicy Teatralnej do ulicy Menniczej jest to powojenny wieloklatkowy budynek mieszkalny przy ulicy Widok 12, 14, 16. Dalej od ulicy Menniczej do ulicy Kazimierza Wielkiego przejrzeję stanowią fasady budynków z lat 1938–1939.
Obszar ulicy i terenów przyległych objęty jest rejonem statystycznym nr 933220. W 2018 r. zameldowanych w nim było 306 osób, a gęstość zaludnienia wynosiła 2938 osób/km². Tereny te położone są na wysokości bezwzględnej od 119 do 120 m n.p.m. Stanowią obszar zabudowy śródmiejskiej.

## Ochrona i zabytki
Obszar, na którym położona jest ulica Teatralna, podlega ochronie w ramach zespołu urbanistycznego Starego Miasta z XIII-XIX wieku, wpisanego do rejestru zabytków pod numerami: 196 z 15.02.1962 oraz A/1580/212 z 12.05.1967 r. Inną formą ochrony tych obszarów jest ustanowienie historycznego centrum miasta, w nieco szerszym obszarowo zakresie niż wyżej wskazany zespół urbanistyczny, jako pomnik historii  . Samo miasto Wrocław włączyło ten obszar jako cenny i wymagający ochrony do Parku Kulturowego „Stare Miasto”, który zakłada ochronę krajobrazu kulturowego oraz uporządkowanie, zachowanie i właściwe kształtowanie krajobrazu kulturowego, i historycznego charakteru najstarszej części miasta. Tereny te również leżą w strefie ochrony konserwatorskiej, w strefie ochrony konserwatorskiej zabytków archeologicznych, oraz w granicach obszarów rehabilitacji istniejącej zabudowy i infrastruktury technicznej.
Przy ulicy i w najbliższym sąsiedztwie znajdują się następujące zabytki:
| obiekt, położenie | powstanie, nr rej. | foto |
| --- | --- | ---- |
| strona wschodnia | |      |
| Kamienica ulica Widok 2-4 | lata 1938–1939 (na reliktach XVIII-XIX wiek) gez, mpzp                                                                          |      |
| Kamienica ulica Widok 6 | lata 1938–1939 (na reliktach XVIII-XIX wiek) gez, mpzp                                                                          |      |
| Kamienica z piekarnią Siegerta, obecnie budynek mieszkalny ulica Widok 8                                                                                              | lata 1938–1939 (na reliktach XVIII-XIX wiek) gez, mpzp                                                                          |      |
| Bank (Deutsche Bau- und Bodenbank AG), obecnie "Dom Europa" (Regionalne Przedstawicielstwo Unii Europejskiej, Biuro Parlamentu Europejskiego w Polsce) ulica Widok 10 | lata 1938–1939 (na reliktach XVIII-XIX wiek) gez, mpzp                                                                          |      |
| strona południowa, zamknięcie osi widokowej | |      |
| Resursa Kupiecka (Dom Związku Chrześcijańskich Kupców), obecnie Wrocławski Teatr Lalek wraz ze skwerem od frontu i terenem działki (nr 17 AM-33) plac Teatralny 4     | lata 1892–1894 (proj. E. Blümner), rozbudowa lata 1905–1909 (proj. A. Grau) (lata 1892–1909) A/2474/495/Wm z dnia 05.10.1992 r. |      |
| strona zachodnia | |      |
| Słodownia Augusta Weberbauera, następnie dom handlowy z palarnią kawy Otto Stieblera i kawiarnią, obecnie biblioteka „Mediateka” plac Teatralny 5, ulica Widok 7      | I połowa XIX wieku, około 1900 r., po 1945 r. gez, mpzp                                                                         |      |

## Osie widokowe

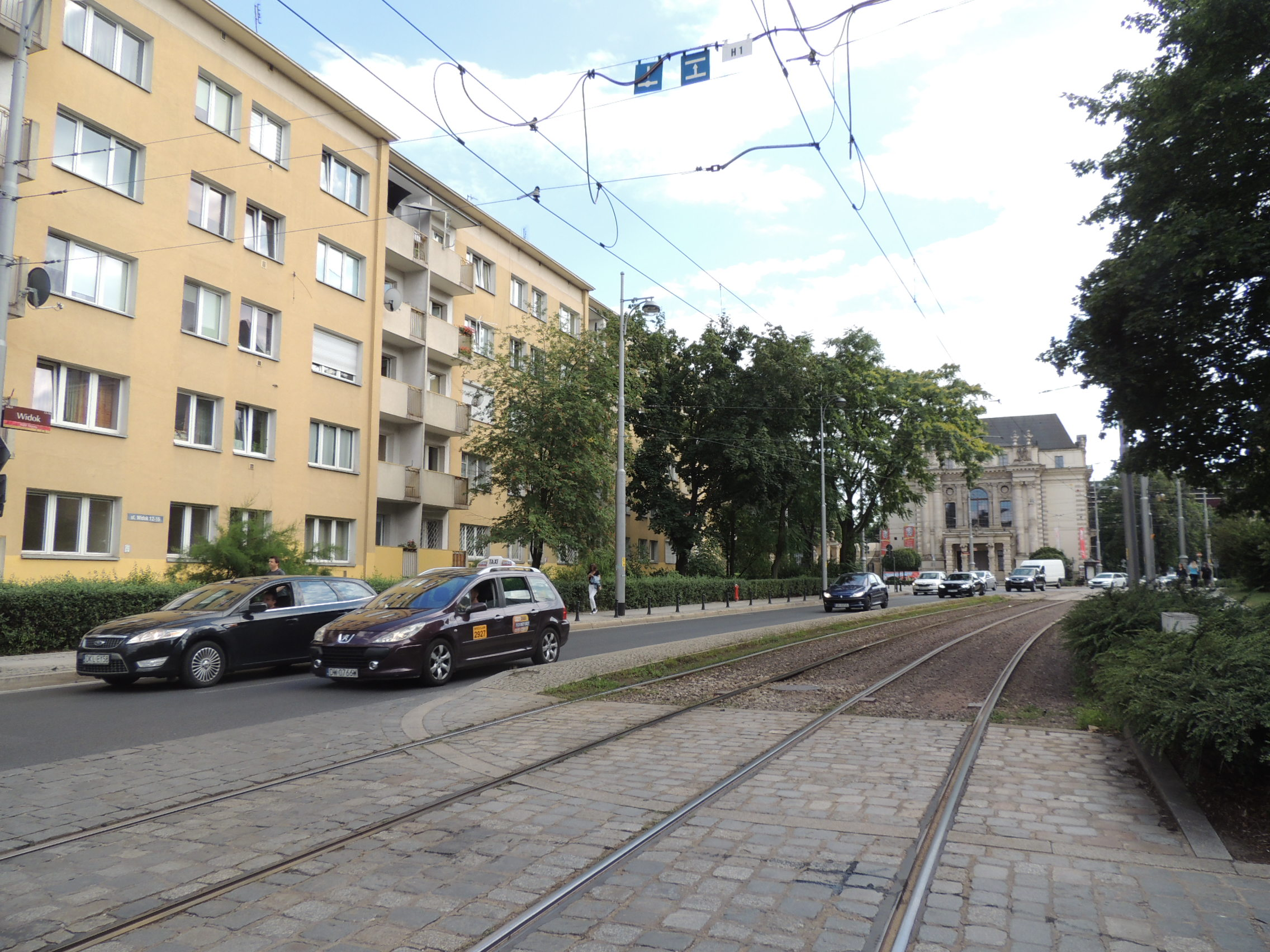
Oś widokowa na Teatr Lalek

Dla tej ulicy ochronie podlegają również osie widokowe. Ochronie podlega oś widokowa z ulicy Widok w kierunku południowym poprzez ulicę Teatralną na budynek Teatru Lalek. Ochronie podlega także oś widokowa z ulicy Teatralnej w kierunku zachodnim przez ulicę Widok i dalej przez plac Teatralny z widokiem na dominantę, którą stanowi budynek Opery Dolnośląskiej.

## Wrocławskie krasnale

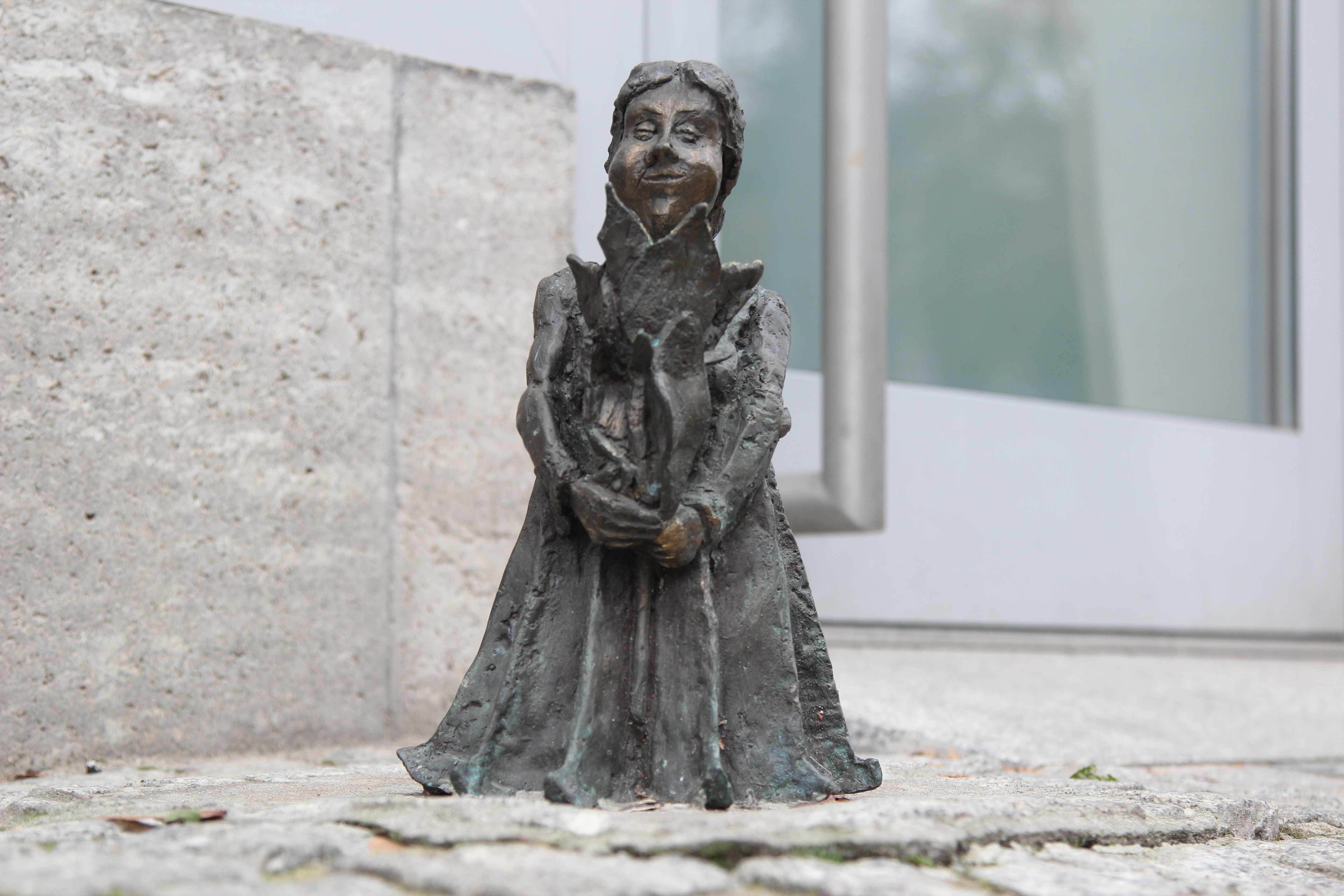
„Marysia Pięknisia”

Przy ulicy i w najbliższym otoczeniu zamontowano następujące figurki wrocławskich krasnali:
- „Krasnale Wodne”, w ramach fontanny na skwerze przed Teatrem Lalek[46][47]:
  - „Puszczający Stateczki”
  - „Karmiący Ptaki”
  - „Ogrodnik”
  - „Aktor”
  - „Parasolnik”
  - „Wierzbownik”
  - „Zbierający Wodę”
- „Bibliofil”, przed Mediateką od strony placu Teatralnego[48]
- „Marysia Pięknisia”, Centrum Dermatologii Estetycznej, ul. Widok 8[49].